# Futsalliga West 2016/17 (Frauen)
Die Futsalliga West 2016/17 war die zweite Saison der Futsalliga West, der höchsten Futsalspielklasse der Frauen in Nordrhein-Westfalen. Der UFC Münster konnte seinen im Vorjahr errungenen Titel erfolgreich verteidigen.

## Tabelle
| Pl.               | Verein                    | Sp. | S  | U | N | Tore    | Diff. | Punkte |
| ----------------- | ------------------------- | --- | -- | - | - | ------- | ----- | ------ |
| 1.                | UFC Münster               | 12  | 11 | 1 | 0 | 076:100 | +66   | 34     |
| 2.                | UFC Paderborn (N)         | 12  | 10 | 1 | 1 | 086:250 | +61   | 31     |
| 3.                | Holzpfosten Schwerte      | 12  | 5  | 0 | 7 | 048:690 | −21   | 15     |
| 4.                | GTSV Essen                | 12  | 4  | 1 | 7 | 045:610 | −16   | 13     |
| 5.                | Futsal Panthers Köln      | 12  | 4  | 0 | 8 | 034:550 | −21   | 12     |
| 6.                | Fortuna Düsseldorf (N)    | 12  | 3  | 1 | 8 | 039:820 | −43   | 10     |
| 7.                | Futsalicious Essen        | 12  | 2  | 2 | 8 | 025:510 | −26   | 08     |
| 8.                | Alemannia Aachen (N) 1    | 0   | 0  | 0 | 0 | 000:000 | ±0    | 0      |
| 8.                | Pegasus Westfalia Hagen 2 | 0   | 0  | 0 | 0 | 000:000 | ±0    | 0      |
| Stand: Saisonende |                           |     |    |   |   |         |       |        |

| Zum Saisonende 2016/17: |                               |
| Meister: UFC Münster    |                               |
|                         |                               |
| Zum Saisonende 2015/16: |                               |
| (M)                     | Titelverteidiger: UFC Münster |